# Prairie Farm (hrabstwo Barron)
Prairie Farm – wieś w Stanach Zjednoczonych, w stanie Wisconsin, w hrabstwie Barron.